# Buccinum
Buccinum là một chi ốc biển cỡ trung bình với một nắp, là động vật thân mềm chân bụng sống ở biển trong họ Buccinidae.
Tiếng Anh thường gọi các loài này là whelk, một tên gọi chỉ một số nhóm loài thậm chí không có quan hệ với nhau. Loài common whelk Buccinum undatum là đại diện phổ biến nhất của chi phân bố ở miền bắc Đại Tây Dương.

## Các loài
Các loài thuộc chi Buccinum bao gồm:
- Buccinum abyssorum A.E. Verrill, 1884 - shingled whelk
- Buccinum aleuticum Dall, 1895 - Aleut whelk
- Buccinum amaliae Verkruzen, 1878
- Buccinum angulosum J.E. Gray, 1839 - angular whelk
- Buccinum angulosum angulosum J.E. Gray, 1838 - angular whelk, angular whelk
- Buccinum aniwanum  Dall, 1907
- Buccinum baerii (Middendorff, 1848)
- Buccinum baerii baerii (Middendorff, 1848)
- Buccinum baerii polium Dall, 1907
- Buccinum belcheri Reeve, 1855
- Buccinum bulimuloideum Dall, 1907
- Buccinum chartium Dall, 1919
- Buccinum chishimananux  Habe, T. & Ito, 1965
- Buccinum chishimanum Pilsbry, 1904
- Buccinum ciliatum Fabricius, 1780
- Buccinum cnismatum Dall, 1907
- Buccinum cyaneum Bruguiere, 1792 - bluish whelk
- Buccinum cyaneum cyaneum Bruguiere, 1792 - bluish whelk
- Buccinum cyaneum patulum G.O. Sars, 1878 - bluish whelk
- Buccinum cyaneum perdix Mörch, 1868 - bluish whelk
- Buccinum diplodetum Dall, 1907
- Buccinum eugrammatum Dall, 1907 - lirate whelk
- Buccinum fringillum Dall, 1877 - finch whelk
- Buccinum glaciale Linnaeus, 1761 - glacial whelk
- Buccinum gouldii A.E. Verrill, 1882
- Buccinum hertzensteini Verkruzen, 1882
- Buccinum humphreysiana Bennett, 1825
- Buccinum hydrophanum Hancock, 1846
- Buccinum inexhaustum Verkruzen, 1878
- Buccinum kadiakense Dall, 1907 - kodiak whelk
- Buccinum micropoma Thorson, 1944 - berry whelk
- Buccinum midori  Habe & ITO, 1965
- Buccinum moerchi Friele, 1877
- Buccinum nivale Friele, 1882
- Buccinum normale Dall, 1885
- Buccinum ochotense (Middendorff, 1848) - Okhotsk whelk
- Buccinum oedematum Dall, 1907 - swollen whelk, swollen whelk
- Buccinum orotundum Dall, 1907
- Buccinum pemphigus Dall, 1907
- Buccinum pemphigus major Dall, 1919
- Buccinum pemphigus orotundum Dall, 1907
- Buccinum pemphigus pemphigus Dall, 1907
- Buccinum percrassum Dall, 1883 - crude whelk
- Buccinum physematum Dall, 1919
- Buccinum picturatum Dall, 1877 - painted whelk
- Buccinum planeticum Dall, 1919 - wandering whelk
- Buccinum plectrum Stimpson, 1865 - sinuous whelk
- Buccinum polaris J.E. Gray, 1839 - polar whelk
- Buccinum rondinum Dall, 1919
- Buccinum rossellinum Dall, 1919
- Buccinum rossicum  Dall, 1907
- Buccinum sandersoni A.E. Verrill, 1882
- Buccinum scalariforme Moller, 1842 - ladder whelk
- Buccinum sericatum Hancock, 1846 - silky whelk: đồng nghĩa của Buccinum ciliatum sericatum
- Buccinum sigmatopleura Dall, 1907
- Buccinum simulatum Dall, 1907
- Buccinum solenum Dall, 1919
- Buccinum striatissimum G.B. Sowerby III, 1899
- Buccinum strigillatum Dall, 1891
- Buccinum strigillatum fucanum Dall, 1907 - juanmore whelk
- Buccinum strigillatum strigillatum Dall, 1891
- Buccinum tanguaryi Baker, 1919
- Buccinum taphrium
- Buccinum tenebrosum Hancock, 1846
- Buccinum tenellum Dall, 1883
- Buccinum totteni Stimpson, 1865 - thin whelk
- Buccinum tsubai  Kuroda, 1933
- Buccinum tumidulum G.O. Sars, 1878
- Buccinum undatum Linnaeus, 1758 - waved whelk
- Buccinum viridum Dall, 1889 - turban whelk, turban whelk

## Hình ảnh

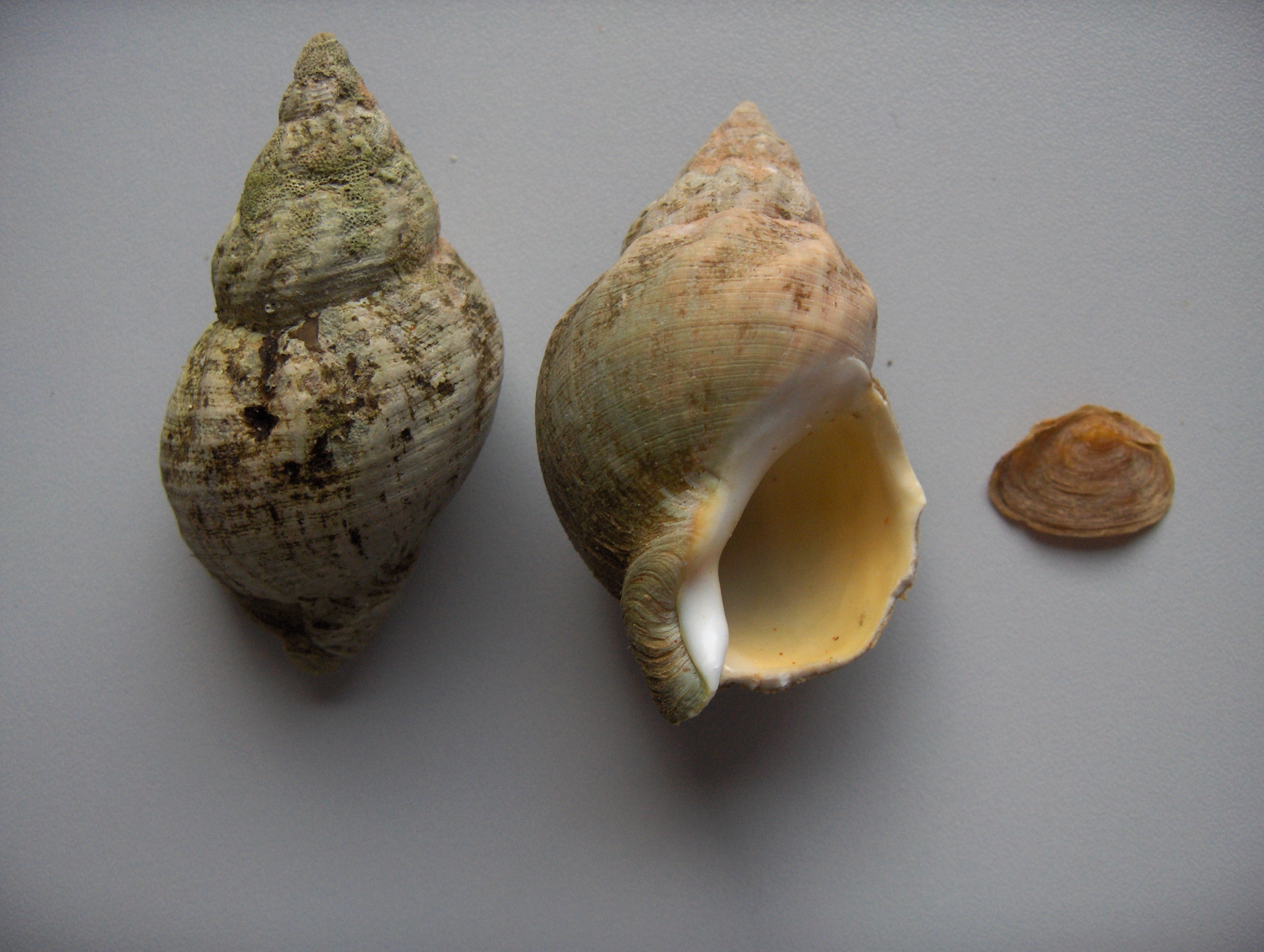